# 包小松
包小松（1967年4月28日—），台灣男歌手、唱片製作人、音樂。籍贯浙江宁波，生于台灣台北市，北宋名臣包拯第33世孫。

## 演藝簡歷
1980年代中期，包小松在二哥包偉銘的帶領下，與雙胞胎兄弟包小柏組成亞洲第一個偶像團體TWlN STAR，卻在20歲時因為兵役問題解散；後小虎隊崛起，加上往後專輯成績欠佳，退居幕後工作。包小松現今仍活躍於台灣演藝界，並轉型以節目評審與主持人為主。
1994-1997：Rock (Production Director)滚石唱片摆渡人唱片制作统筹
1998-1999：EMI (Album Producer/ A& R Manager)科艺百代唱片制作与艺人开发部门经理
1999-2001：BMG (Album Producer/ A& R Manager)博德曼唱片制作与艺人开发部门经理
2003-2004：BMG (Domestic Director)博得曼唱片华语部总监
2005-2008：P&R Entertainment Ltd 艺是娱乐董事长
2006-2007：Music Copyright Intermediary Society Of Chinese Taipeis（Must CEO）中华音乐著作权仲介协会董事长
2005-2008：《快乐星期天HappySunday》 担任评审
2006-2007：《成名一瞬间Famouse》 和胞弟包小柏共同担任主持人
2006：《包公管不管baogong》 5月至9月，和胞弟包小柏、二哥包偉銘共同担任主持人

## 主持作品

### 電台節目
| 年份 | 地 區               | 播 出 頻 道    | 節 目 名 稱 |
| ---- | ------------------- | -------------- | ----------- |
|      | 亞洲電台(92.7/92.3) | 《樂來樂輕松》 | 電台主持人  |
|      | 台北之音(107.7)     | 《松派對》     | 電台主持人  |

### 電視節目
| 年份        | 地 區 | 播 出 頻 道 | 節 目 名 稱    |
| ----------- | ----- | ----------- | -------------- |
| 2006-2007年 | 台灣  | 年代        | 《包公管不管》 |
| 2006-2007年 | 台灣  | 民視        | 《成名一瞬間》 |

## 演出作品

### 電影
| 年份   | 片名                 | 角色   | 備註   |
| ------ | -------------------- | ------ | ------ |
| 2010年 | 歌舞青春             |        | 中國版 |
| 2011年 | 幸福59厘米之無鏡的愛 | 杜佳威 |        |
| 2017年 | 疾風魅影-黑貓中隊    |        |        |
| 2018年 | 我與我的23個奴隸     | 森奴   |        |
| 2019年 | 樂獄                 |        |        |
| 2019年 | 誅仙 I               | 商正梁 |        |

### 戲劇
| 年 度  | 劇 名              | 飾 演    | 備 註          |
| ------ | ------------------ | -------- | -------------- |
| 2014年 | 萌學園6復活之戰    | 卜快     |                |
| 2015年 | 长在面包树上的女人 | 徐起飛   |                |
| 2016年 | 整容季             | 管家     |                |
| 2016年 | High 5 制霸青春    | 詹爸爸   | 客串（第17集） |
| 2017年 | 噗通噗通我愛你     | 段長峰   |                |
| 2019年 | 民國少年偵探社     | 楚怀瑾   |                |
| 2021年 | 斗羅大陸           | 雪星親王 | 客串           |
| 2024年 | 不愛，愛           | 小松老師 | 客串           |
| 停拍   | 昆仑归             | -        |                |

### 音樂錄影帶
| 年份   | 歌手   | 歌名   |
| 2002年 | 陳小春 | 《丟》 |

## 爭議

### 酒駕事件
2010年12月14日凌晨在自己投資的餐廳與友人飲宴後，仍駕車返回汐止住處，卻在行經麥帥一橋時遭內湖警方攔檢，當場測出酒精濃度達0.6毫克，被依公共危險罪嫌移送法辦。包小松出庭時態度低調、坦承不諱，並向檢察官表示非常後悔酒駕，還罕見地親筆寫下一頁悔過書表達悔意。檢察官認為，包小松歷此教訓當知警惕，為給予自新改過機會，昨處分包小松緩起訴一年。並命包小松在緩起訴期間運用其音樂長才提供四十小時義務勞務，參加檢方所指定的被害人保護等活動，以音樂療癒被害人創傷。

## 外部連結
- 包小松的Facebook專頁